# Lymanbensonia incachacana
Lymanbensonia incachacana ist eine Pflanzenart aus der Gattung Lymanbensonia in der Familie der Kakteengewächse (Cactaceae). Das Artepitheton incachacana verweist auf das Vorkommen der Art bei Incachaca in der bolivianischen Provinz Cochabamba.

## Beschreibung
Lymanbensonia incachacana wächst epiphytisch und strauchig mit hängenden, reich verzweigten Trieben von bis zu 1,5 Meter Länge. Die grünen, mehrheitlich abgeflachten Triebsegmente sind etwas wellig. Sie sind 20 bis 30 Zentimeter lang und 4 bis 6 Zentimeter breit. Die Ränder sind gekerbt. In den Einkerbungen sitzen die tief eingesenkten Areolen, die mit Wolle und Büscheln aus hellfarbigen Borsten und Haaren besetzt sind.
Die magentafarbenen Blüten erscheinen einzelnen oder zu zweit an den Seiten. Sie sind bis zu 1,8 Zentimeter lang. Die fünfkantigen Früchte sind rötlich.

## Verbreitung, Systematik und Gefährdung
Lymanbensonia incachacana ist in den bolivianischen Departamentos La Paz und Cochabamba in den Yungas-Wäldern in Höhenlagen von 2200 bis 2700 Metern verbreitet.
Die Erstbeschreibung als Rhipsalis incachacana erfolgte 1952 durch Martín Cárdenas. Wilhelm Barthlott und N.Korotkova stellten die Art 2010 in die Gattung Lymanbensonia. Weitere nomenklatorische Synonyme sind Acanthorhipsalis incachacana (Cárdenas) Volgin (1982) und Lepismium incachacanum (Cárdenas) Barthlott (1987).
In der Roten Liste gefährdeter Arten der IUCN wird die Art als „Least Concern (LC)“, d. h. als nicht gefährdet geführt.

## Nachweise